# Cophogryllus angustus
Cophogryllus angustus är en insektsart som beskrevs av Lucien Chopard 1928. Cophogryllus angustus ingår i släktet Cophogryllus och familjen syrsor. Inga underarter finns listade i Catalogue of Life.